# Mirfak
Mirfak eller Alfa Persei (α Persei, förkortat Alfa Per, α Per) som är stjärnans Bayerbeteckning, är en jättestjärna belägen i den norra delen av stjärnbilden Perseus. Den har en skenbar magnitud på 1,8, är den ljusaste stjärnan i stjärnbilden och klart synlig för blotta ögat. Baserat på parallaxmätning inom Hipparcosuppdraget på ca 6,4 mas, beräknas den befinna sig på ett avstånd av ca 510 ljusår (155 parsek) från solen.
Mirfak ligger mitt i en öppen stjärnhop kallad Alfa Persei-hopen, eller Melotte 20, som är lätt synlig i en handkikare och innehåller många av de svagare stjärnorna i stjärnbilden.

## Nomenklatur
Alfa Persei har de traditionella namnen Mirfak och Algenib, som har arabiskat ursprung. Det förra, som betyder "armbåge" och även skrives Mirphak, Marfak eller Mirzac, kommer från den arabiska Mirfaq al-Thurayya, medan Algenib, också skrives Algeneb, Elgenab, Gęnib, Chenib eller Alchemb, härrör från الجنب al-janb eller الجانب al-jānib, "flanken" eller "sidan", som också var det traditionella namnet för Gamma Pegasi.
År 2016 organiserade Internationella astronomiska unionen en arbetsgrupp för stjärnnamn (WGSN) med uppgift att katalogisera och standardisera riktiga namn för stjärnor. WGSN:s första bulletin av juli 2016 innehöll en tabell över de första två satserna av namn som fastställts av WGSN och  som anger namnet Mirfak för denna stjärna (Gamma Pegasi fick namnet Algenib).
Hinali'i är namnet på stjärnan i traditionell hawaiiansk astronomi.  Detta namn på stjärnan är tänkt att påminna om en stor tsunami och markera början på Maui-migrationen.  Enligt viss hawaiiansk tradition är Hinali'i punkten för separation mellan jorden och himlen som inträffade vid tillkomsten av Vintergatan.
Mirfak har, tillsammans med δ Per, ψ Per, σ Per, γ Per och η Per, kallats Perseussegmentet.

## Egenskaper
Mirfak är en superjättestjärna i de senare stadierna av sin utveckling och av spektralklass F5 Ib Sedan 1943 har spektrumet av Mirfak fungerat som en av de stabila referenserna som andra stjärnor klassificeras efter. Den har en massa som är omkring 8,5 gånger större än solens massa, en radie som är 68 gånger så stor som solens och utsänder från dess fotosfär ca 5 000 gånger mera energi än solen vid en effektiv temperatur på ca 6 350  K.
I Hertzsprung-Russell-diagrammet ligger Mirfak inom den region där Cepheidvariabler finns. Den kan således användas vid studier av dessa stjärnor, vilka är viktiga standardljuspunkter.